# Helichrysum junodii
Helichrysum junodii là một loài thực vật có hoa trong họ Cúc. Loài này được Moeser mô tả khoa học đầu tiên năm 1910.